# Championnats du monde de patinage de vitesse sur piste courte 1995
Navigation
Édition précédente Édition suivante
Les Championnats du monde de patinage de vitesse sur piste courte 1995 se déroulent du 17 au 19 mars 1995 à Gjøvik en Norvège.

## Résultats

### Hommes
| Épreuve         | Or                        | Or           | Argent                    | Argent   | Bronze                                              | Bronze   |
| --------------- | ------------------------- | ------------ | ------------------------- | -------- | --------------------------------------------------- | -------- |
| Toutes épreuves | Chae Ji-hoon Corée du Sud | 15 points    | Marc Gagnon Canada        | 6 points | Frédéric Blackburn Canada Song Jae-kun Corée du Sud | 5 points |
| 500 m           | Chae Ji-hoon Corée du Sud | 43.98        | Mirko Vuillermin Italie   | 44.25    | Maurizio Carnino Italie                             | 44.40    |
| 1 000 m         | Marc Gagnon Canada        | 1:35.38      | Frédéric Blackburn Canada | 1:35.42  | Maurizio Carnino Italie                             | 1:35.57  |
| 1 500 m         | Chae Ji-hoon Corée du Sud | 2:30.47      | Eric Flaim États-Unis     | 2:30.52  | Lee Joon-ho Corée du Sud                            | 2:31.11  |
| 3 000 m         | Chae Ji-hoon Corée du Sud | 4:56.29      | Song Jae-kun Corée du Sud | 4:58.97  | Frédéric Blackburn Canada                           | 5:03.39  |
| Relais 5 000 m  | Canada                    | 7:09.76 (RM) | Italie                    | 7:11.44  | Japon                                               | 7:11.71  |

### Femmes
| Épreuve         | Or                          | Or           | Argent                      | Argent    | Bronze                    | Bronze   |
| --------------- | --------------------------- | ------------ | --------------------------- | --------- | ------------------------- | -------- |
| Toutes épreuves | Chun Lee-kyung Corée du Sud | 13 points    | Wang Chunlu Chine           | 12 points | Kim Yun-mi Corée du Sud   | 6 points |
| 500 m           | Wang Chunlu Chine           | 45.72        | Isabelle Charest Canada     | 45.80     | Kim Yun-mi Corée du Sud   | 45.82    |
| 1 000 m         | Wang Chunlu Chine           | 1:45.21      | Chun Lee-kyung Corée du Sud | 1:45.39   | Kim So-hee Corée du Sud   | 1:45.47  |
| 1 500 m         | Chun Lee-kyung Corée du Sud | 2:46.73      | Kim So-hee Corée du Sud     | 2:46.75   | Wang Chunlu Chine         | 2:46.99  |
| 3 000 m         | Chun Lee-kyung Corée du Sud | 5:02.18      | Kim Yun-mi Corée du Sud     | 5:06.54   | Evgenia Radanova Bulgarie | 5:07.93  |
| Relais 3 000 m  | Chine                       | 4:24.68 (RM) | Italie                      | 4:24.75   | Japon                     | 4:26.57  |

## Tableau des médailles
| Rang  | Nation       | Or | Argent | Bronze | Total |
| ----- | ------------ | -- | ------ | ------ | ----- |
| 1     | Corée du Sud | 7  | 4      | 5      | 16    |
| 2     | Chine        | 3  | 1      | 1      | 5     |
| 3     | Canada       | 2  | 3      | 2      | 7     |
| 4     | Italie       | 0  | 3      | 2      | 5     |
| 5     | États-Unis   | 0  | 1      | 0      | 1     |
| 6     | Japon        | 0  | 0      | 2      | 2     |
| 7     | Bulgarie     | 0  | 0      | 1      | 1     |
| Total | Total        | 12 | 12     | 13     | 37    |